# Dieter Heuer
Dieter Heuer (* 8. August 1942 in Utzedel, Kreis Demmin) ist ein ehemaliger deutscher Ringer und Vize-Europameister 1974 in Madrid im griechisch-römischen Stil im Halbschwergewicht.

## Werdegang
Dieter „Recke“ Heuer wuchs in Demmin auf und begann dort als Jugendlicher mit dem Ringen. Nach ersten Erfolgen wurde er seines Talentes wegen zur SG Dynamo Luckenwalde delegiert. Dieter Heuer, der in die Polizei eintrat, entwickelte sich zu einem hervorragenden Ringer im griech.-röm. Stil. 1966 machte er erstmals auf sich aufmerksam, als er bei den DDR-Meisterschaften im Mittelgewicht hinter Lothar Metz den 2. Platz belegte. Mit Lothar Metz, dem Olympiasieger von 1968 in Mexiko-Stadt lieferte sich Dieter dann in den nächsten Jahren bei den DDR-Meisterschaften immer hoch interessante Kämpfe. Zweimal, 1970 und 1972 vermochte sich Dieter Heuer vor dem Olympiasieger zu platzieren und DDR-Meister zu werden. Diesen Titel gewann er insgesamt fünfmal. Dieter Heuer war auf nationaler Ebene ein Dauerbrenner, denn noch 1981, mit 39 Jahren und 1984 mit 42 Jahren wurde er DDR-Vizemeister.
Auch auf der internationalen Ringermatte war Dieter Heuer erfolgreich. Bei seinem ersten Einsatz bei der Europameisterschaft 1972 in Kattowitz belegte er im Halbschwergewicht mit zwei Siegen den 6. Platz und ein Jahr später bei der Europameisterschaft in Helsinki den 5. Platz. Den größten Erfolg seiner Laufbahn erzielte Dieter Heuer bei der Europameisterschaft 1974 in Madrid. Er kam dort mit vier Siegen auf den 2. Platz und wurde Vize-Europameister. Auch bei der Weltmeisterschaft 1974 in Kattowitz gelang ihm mit dem 5. Platz ein hervorragendes Ergebnis.
Ein Kunststück besonderer Art gelang Dieter Heuer bei der Europameisterschaft 1975 in Ludwigshafen am Rhein, denn von seinen fünf Kämpfen gewann er nur zwei und verlor drei, dennoch gewann er die Bronzemedaille. Ein hervorragendes Ergebnis erzielte Dieter auch noch bei der Weltmeisterschaft 1975 in Minsk, wo er mit dem 4. Platz nur knapp an einer Weltmeisterschafts-Medaille vorbeischrammte.
Dieter Heuer hatte in seiner Laufbahn insofern Pech, als ihm in der DDR mit Lothar Metz und auf internationaler Ebene in Waleri Resanzew aus der Sowjetunion zwei übermächtige Kontrahenten gegenüberstanden.
Nachdem Dieter Heuer nicht zu den Olympischen Spielen 1976 entsandt wurde, beendete er seine internationale Laufbahn.

## Internationale Erfolge
(WM = Weltmeisterschaft, EM = Europameisterschaft, GR = griech.-röm. Stil, Mi = Mittelgewicht, Hs = Halbschwergewicht, damals bis 82 kg bzw. 90 kg Körpergewicht)
- 1964, 2. Platz, Intern. Turnier in Gelenau, GR, Mi, hinter Schimming, DDR, vor Kaufmann, DDR

- 1967, 2. Platz, Mälar-Cup in Västerås, GR, Mi, hinter Persson, Schweden, und vor Bertil Nyström, Schweden;

- 1969, 1. Platz, Turnier in Klippan/Schweden, GR, Hs, vor Dubicki, Polen, und Gundersen, Norwegen;

- 1969, 1. Platz, "Iwan-Petrow"-Turnier in Sofia, GR, Hs;

- 1970, 4. Platz, Turnier in Klippan, GR, Hs, hinter Wjatscheslaw Oleinik, Sowjetunion, Lothar Metz, DDR, und Jörgen Olsson, Schweden;

- 1971, 3. Platz, "Werner-Seelenbinder"-Turnier in Berlin, GR, Hs, hinter Lothar Metz und Jozsef Percsi, Ungarn;

- 1972, 3. Platz, "Werner-Seelenbinder"-Turnier in Zella-Mehlis, GR, Hs, hinter Lothar Metz und Basew, Sowjetunion;

- 1972, 6. Platz, EM in Kattowitz, GR, Hs, mit Siegen über Etienne Martinetti, Schweiz, und Roland Andersson, Schweden, und Niederlagen gegen Darko Nišavić, Jugoslawien, und Stojan Nikolow, Bulgarien;

- 1973, 2. Platz, Turnier in Klippan, GR, Hs, hinter Waleri Resanzew, Sowjetunion, und vor Arvidsson, Schweden;

- 1973, 2. Platz, "Mälar"-Cup in Västerås, GR, Hs, hinter Lennart Persson, Schweden, und vor Bertil Nyström, Schweden;

- 1973, 1. Platz, "Dynamo"-Spartakiade der soz. Staaten, GR, Hs, vor Iwanow, Bulgarien, und Bak, Polen;

- 1973, 5. Platz, EM in Helsinki, GR, Hs, mit Siegen über Czesław Kwieciński, Polen, Josef Müller, Tschechoslowakei, und Darko Nišavić und einer Niederlage gegen Waleri Resanzew;

- 1973, 9. Platz, WM in Teheran, GR, Hs, mit einem Sieg über Willie Williams, USA, und Niederlagen gegen Waleri Resanzew und Stojan Nikolow;

- 1974, 2. Platz, Turnier in Klippan, GR, Hs, hinter Iwanow und vor Jan Kårström, Schweden;

- 1974, 1. Platz, "Nikolai-Petrow"-Turnier in Plewen, GR, Hs, vor Nikolow und Bojko, Tschechoslowakei;

- 1974, 3. Platz, "Iwan-Poddubny"-Turnier in Leningrad, GR, Hs, hinter Wladimir Iwascheschkin, Sowjetunion, und Georgi Petkow, Bulgarien;

- 1974, 2. Platz, EM in Madrid, GR, Hs, mit Siegen über Vasile Fodorpataki, Rumänien, Darko Nišavić, Roland Andersson und Czesław Kwieciński und einer Niederlage gegen Waleri Resanzew;

- 1974, 5. Platz, WM in Kattowitz, GR, Hs, mit Siegen über Aslan Aslan, Türkei, Bernhard Esbensen, Dänemark, und Darko Nišavić, und Niederlagen gegen Waleri Resanzew und Stojan Nikolow;

- 1975, 1. Platz, "Werner-Seelenbinder"-Turnier in Leipzig, GR, Hs, vor Jan Stawowski, Polen, und Wolfgang Biehl, DDR;

- 1975, 3. Platz, EM in Ludwigshafen am Rhein, GR, Hs, mit Siegen über Keijo Manni, Finnland, und Fred Theobald, BRD, und Niederlagen gegen Wladimir Nechajew, UdSSR, Czesław Kwieciński und Georgi Petkow;

- 1975, 4. Platz, WM in Minsk, GR, Hs, mit Siegen über Istvan Sellyei, Ungarn, Petre Dicu, Rumänien, und Aslan Aslan und Niederlagen gegen Waleri Resanzew und Stojan Nikolow;

- 1976, 6. Platz, EM in Leningrad, GR, Hs, mit Siegen über Ants Nisu, UdSSR, und Aslan Aslan und Niederlagen gegen Stojan Nikolow und Frank Andersson, Schweden

## DDR-Meisterschaften
- 1966, 2. Platz, GR, Mi, hinter Lothar Metz, ASK Vorwärts Rostock, und vor Manfred Schimming, SG Dynamo Luckenwalde,
- 1967, 2. Platz, GR, Mi, hinter Lothar Metz und vor Schürer, Aktivist Zwickau,
- 1969, 1. Platz, GR, Hs, vor Peter Döring, SG Dynamo Luckenwalde, und Jendroczek, ASK Vorwärts Rostock,
- 1970, 1. Platz, GR, Hs, vor Lothar Metz und Dietmar Wolter, ASK Vorwärts Rostock,
- 1971, 2. Platz, GR, Hs, hinter Lothar Metz und vor Fritzsche, SC Leipzig,
- 1972, 1. Platz, GR, Hs, vor Lothar Metz und Rinhard Meißner, SG Dynamo Luckenwalde,
- 1973, 2. Platz, GR, Hs, hinter Lothar Metz und vor Reinhard Meißner,
- 1974, 1. Platz, GR, Hs, vor Ralf Nehls, SG Dynamo Luckenwalde, und Wolfgang Biehl, SC Leipzig,
- 1975, 1. Platz, GR, Hs, vor Ralf Nehls und Wolfgang Biehl,
- 1981, 2. Platz, GR, Hs, hinter Uwe Neupert, SC Motor Jena, und vor Thomas Horschel, SC Motor Zella-Mehlis,
- 1984, 2. Platz, GR, Hs, hinter Uwe Witthuhn, ASK Vorwärts Frankfurt, und vor Hausmann, SC Motor Zella-Mehlis